# يوم الانعدام التام للتمييز
يوم الانعدام العام التمييز هو يوم سنوي تحتفل به الأمم المتحدة والمنظمات الدولية الأخرى. يهدف اليوم إلى تعزيز المساواة أمام القانون والممارسة في جميع الدول الأعضاء في الأمم المتحدة. تم الاحتفال بهذا اليوم لأول مرة في 1 مارس 2014، وأطلقه المدير التنفيذي لبرنامج الأمم المتحدة المشترك المعني بفيروس نقص المناعة البشرية/الإيدز ميشيل سيديبي في 27 فبراير من ذلك العام مع حدث كبير في بكين.
في فبراير 2017، دعا برنامج الأمم المتحدة المشترك المعني بفيروس نقص المناعة البشرية/الإيدز الناس إلى «إحداث بعض الضجيج حول عدم وجود تمييز، والتحدث ومنع التمييز من الوقوف في طريق تحقيق الطموحات والأهداف والأحلام.»
ويشار إلى هذا اليوم بشكل خاص من قبل منظمات مثل برنامج الأمم المتحدة المشترك لمكافحة الإيدز الذي يحارب التمييز ضد الأشخاص المصابين بفيروس نقص المناعة البشرية/الإيدز. «فيروس نقص المناعة البشرية وصمة العار والتمييز المرتبطين منتشر وموجود في كل جزء تقريبا من العالم بما في ذلك لدينا ليبيريا»، وفقا للدكتور إيفان كامانور، رئيس اللجنة الوطنية لمكافحة الإيدز في ليبيريا. كما أشاد برنامج الأمم المتحدة الإنمائي في عام 2017 بالأشخاص المثليين والمصابين بفيروس نقص المناعة البشرية / الإيدز الذين يواجهون التمييز.
استغل النشطاء في الهند هذه المناسبة للتحدث علناً ضد القوانين التي تجعل التمييز ضد مجتمع المثليين أكثر احتمالاً، وخاصة القسم 377 من قانون العقوبات الهندي الذي يجرم المثلية الجنسية.
في عام 2015، عقد الأميركيون الأرمن في كاليفورنيا «وفاة» يوم القضاء على التمييز لتذكر ضحايا الإبادة الجماعية للأرمن.